# Masakra w Ahrobazie

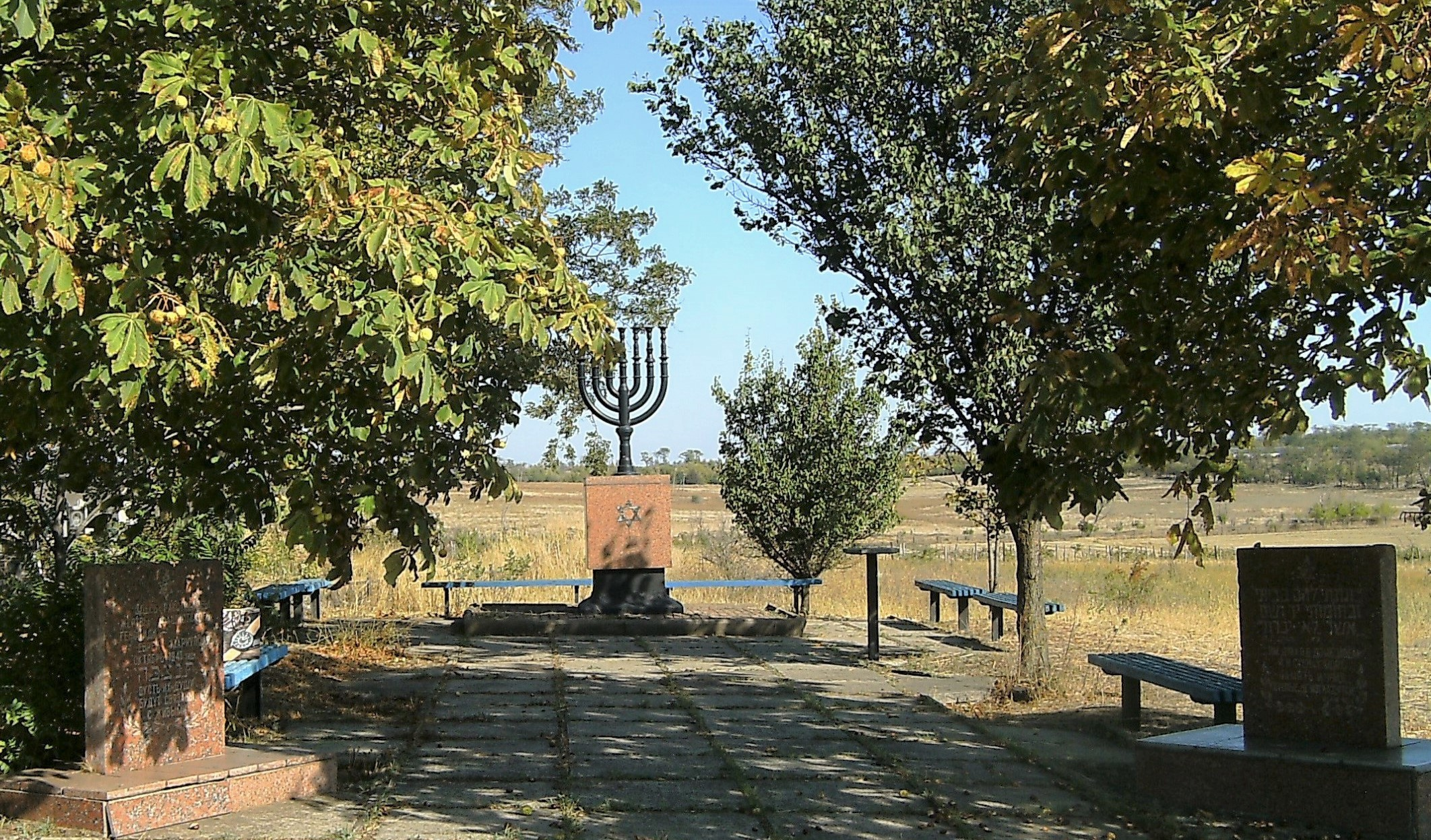
Pomnik „Menora” w Ahrobazie, upamiętniający ofiary masakry

Masakra w Ahrobazie – masowy mord dokonany przez okupantów niemieckich w październiku 1941 roku w pobliżu wsi Ahrobaza pod Mariupolem. Jego ofiarą padło około 8–9 tys. Żydów z Mariupola.
8 października 1941 roku Mariupol został zajęty przez wojska niemieckie. Dziewięć dni później władze okupacyjne zapowiedziały wysiedlenie Żydów z miasta. Wszystkich, którzy posłuchali niemieckich rozkazów i stawili się na wyznaczone punkty zborne, wywieziono w okolice wsi Ahrobaza i rozstrzelano nad znajdującym się tam rowem przeciwpancernym. Masakra trwała kilka dni. Sprawcami zbrodni byli funkcjonariusze Sonderkommando 10a, wspierani przez żołnierzy Dywizji Leibstandarte „SS Adolf Hitler”.

## Geneza
Dane ze spisu ludności przeprowadzonego w 1939 roku wskazują, że w Mariupolu zamieszkiwało 10 444 Żydów. Stanowili oni około 5% ludności miasta.
8 października 1941 roku Mariupol został zajęty przez Dywizję „Leibstandarte SS Adolf Hitler” (LSSAH). Niemal równocześnie do miasta wkroczyło Sonderkommando 10a (SK 10a). Był to jeden z pododdziałów Einsatzgruppe D – specjalnej grupy operacyjnej SD i policji bezpieczeństwa, której zadaniem była eksterminacja Żydów na obszarze Besarabii, południowej Ukrainy, Krymu i Kaukazu. Dowódcą SK 10a był SS-Obersturmbannführer Heinrich Seetzen.
Mariupol został zdobyty z zaskoczenia, stąd tylko nieliczni Żydzi zdołali się ewakuować przed nadejściem wojsk niemieckich. Jicchak Arad szacuje, że w mieście pozostało ich około 8–9 tys.

## Przebieg

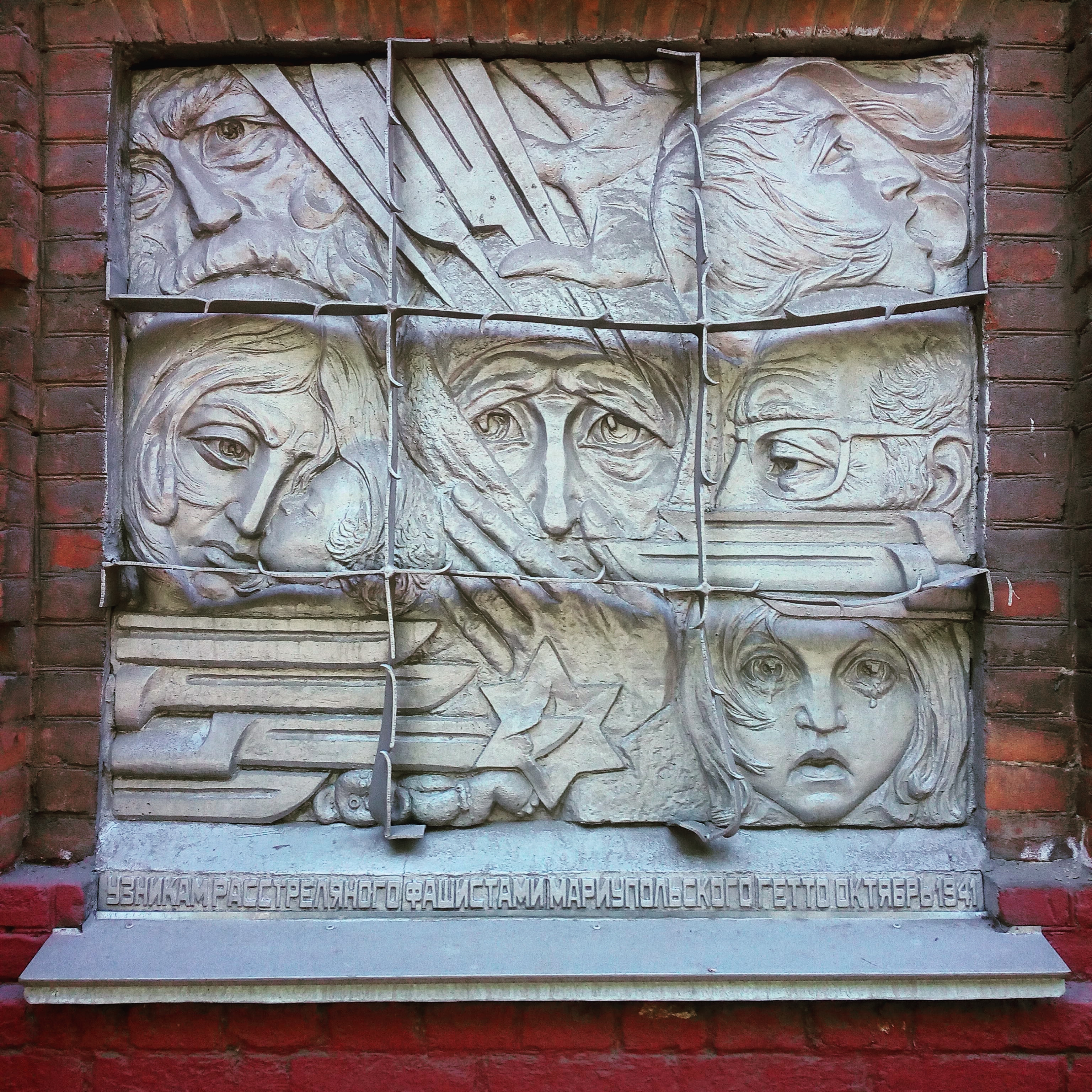
Nadazowski Państwowy Uniwersytet Techniczny. Tablica upamiętniająca jedno z miejsc, w których przetrzymywano Żydów przed wywózką na miejsce kaźni w Ahrobazie

Wkrótce po rozpoczęciu okupacji Żydom narzucono obowiązek noszenia oznaczeń z żółtą gwiazdą Dawida. Seetzen zamierzał zastosować w Mariupolu „innowacyjną” metodę eksterminacji Żydów, polegającą na wykorzystaniu zabiegów dezinformacyjnych, które skłonią ofiary, by dobrowolnie oddały się w ręce oprawców. W tym celu, 10 lub 12 października, Niemcy powołali żydowski komitet, który miał dopilnować, by miejscowa ludność żydowska „zachowywała się w sposób poprawny”. Liczył on 30 członków, a na jego czele stał dr Izaak Erber. 14 października zarządzono rejestrację ludności żydowskiej. Na wieść o tym zarządzeniu niektórzy Żydzi zaczęli się ukrywać. 
17 października władze okupacyjne opublikowały zarządzenie, które nakazywało Żydom stawić się w wyznaczonych punktach zbornych – celem rzekomego „przesiedlenia” na obszary wiejskie. Żydówkom zamężnym z Rosjanami lub Ukraińcami początkowo pozwolono wraz z dziećmi pozostać w mieście, jednakże w przypadku, gdyby ich mężowie służyli w Armii Czerwonej lub z innego powodu byli nieobecni w Mariupolu, one także były objęte „wysiedleniem”. Z kolei Rosjankom i Ukrainkom zamężnym z Żydami pozostawiono swobodę wyboru, czy pozostać wraz z dziećmi w mieście, czy towarzyszyć małżonkowi. „Przesiedleńcom” rozkazano zabrać ze sobą wszystkie posiadane kosztowności, a także klucze do mieszkań i domów wraz z zapisanym adresem. 
„Akcja” rozpoczęła się 18 października. Jej pierwsza faza polegała na ujęciu i koncentracji Żydów. W tym celu w starych koszarach znajdujących się przy placu Siennym na skraju miasta urządzono prowizoryczny obóz dla internowanych. Żydzi byli zmuszeni spędzić tam nawet do kilku dni, odbierano im także wszystkie wartościowe przedmioty. Tymczasem na wieść o planowanym „wysiedleniu” ukraińscy sąsiedzi natychmiast przystąpili do szabrowania żydowskich mieszkań i domów, często nie czekając nawet, aż opuszczą je prawowici właściciele.
Zeznania ocalałych wskazują, że zgromadzonych w koszarach Żydów zaczęto zabierać na egzekucję około 19–20 października. Masakra trwała kilka dni. Na miejsce kaźni Niemcy wybrali okolice wsi Ahrobaza i znajdującego się tam kołchozu im. Maksima Gorkiego. Miejsce to znajdowało się około 7–10 kilometrów na zachód od Mariupola. Żydów zabierano z koszar grupami po 500 osób i doprowadzano pieszo do miejsca egzekucji. W trakcie przemarszu byli bici pejczami i pałkami przez konwojentów. Starców i małe dzieci przewożono do Ahrobazy samochodami ciężarowymi. Ofiary wprowadzano najpierw do znajdującej się tam stodoły, gdzie musiały rozebrać się do bielizny. Następnie zabierano je nad pobliski rów przeciwpancerny, gdzie były rozstrzeliwane ogniem broni maszynowej. Niejednokrotnie zdarzało się, że rannych oraz niemowlęta i małe dzieci zakopywano żywcem w zbiorowych mogiłach.
Jeden z ocalałych zapamiętał, że pluton egzekucyjny był złożony z około 30 esesmanów. Andrej Angrick podaje, że w eksterminację mariupolskich Żydów byli zaangażowani wszyscy członkowie SK 10a. Na miejscu kaźni obecni byli także żołnierze Wehrmachtu oraz Dywizji LSSAH, przy czym ci ostatni bezpośrednio uczestniczyli w mordowaniu Żydów. Heinrich Seetzen osobiście nadzorował przebieg masakry, niejednokrotnie także własnoręcznie strzelał do ofiar.
Nieco później w tym samym miejscu zamordowano również Żydówki pozostające w związkach małżeńskich z nie-Żydami, oraz ich dzieci. Całkowita liczba ofiar, które w październiku 1941 roku zamordowano w rejonie Ahrobazy, jest szacowana na około 8–9 tys.
Nieliczni Żydzi przeżyli masakrę i pod osłoną nocnych ciemności zdołali wydostać się z masowego grobu. Część została wyłapana i zamordowana przez esesmanów, niektórzy znaleźli jednak schronienie u nieżydowskich mieszkańców. Kilku ocalałych zwróciło się nawet o pomoc do niemieckiego szpitala wojskowego. Na wieść o tym Seetzen został wezwany do sztabu 1. Armii Pancernej, gdzie gen. Ewald von Kleist udzielił mu ostrej reprymendy. Niemniej mimo niechęci, którą dowódca i sztabowcy 1. Armii Pancernej jawnie okazywali esesmanom, Wehrmacht co do zasady nie protestował przeciwko działaniom SK 10a. Po zakończeniu „akcji” mienie pozostawione w pożydowskich mieszkaniach przeszło na własność wojska. Ponadto urząd generalnego kwatermistrza Wehrmachtu rozkazał wojskowym strukturom w Mariupolu zwolnić wszystkich żydowskich pracowników (tłumaczy, sprzątaczki, robotników fizycznych), co było równoznaczne z wydaniem ich na śmierć w ręce SS. 
29 października 1941 roku wojskowy komendant Mariupola zameldował, że „8 tys. Żydów zostało rozstrzelanych przez SD”. W datowanym dwa dni później raporcie Einsatzgruppe D odnotowano natomiast, że Mariupol jest już miastem „wolnym od Żydów”.
W nocie dyplomatycznej poświęconej niemieckim zbrodniom na ludności cywilnej, którą ludowy komisarz spraw zagranicznych Wiaczesław Mołotow wystosował 6 stycznia 1942 roku do rządów państw utrzymujących stosunki dyplomatyczne z ZSRR, znalazła się informacja o wymordowaniu m.in. żydowskich mieszkańców Mariupola.
Dzieci ze związków mieszanych, które pozostały z nieżydowskimi rodzicami, zostały zabrane i zamordowane przez Niemców zimą 1942/43 roku.

## Upamiętnienie
Po zakończeniu wojny ocalali Żydzi wystąpili o zgodę na upamiętnienie swych bliskich, których zamordowano w Ahrobazie. Nie uzyskali jednak zezwolenia władz sowieckich. 
Dopiero po pewnym czasie z inicjatywy Ruwima Czerpasa – kierownika miejscowej filii Państwowego Instytutu Projektowania Zakładów Metalurgicznych (Gipromez) – społeczność żydowska Mariupola zebrała fundusze i materiały budowlane, a następnie uzyskała zgodę na odsłonięcie w Ahrobazie niewielkiego pomnika upamiętniającego ofiary masakry. Władze nie zgodziły się jednak, by miejsce pamięci zawierało jakiekolwiek elementy, które wskazywałyby na żydowskie pochodzenie ofiar. Inskrypcja na pomniku głosiła jedynie:

Ofiarom faszyzmu z miasta Mariupola. Październik 1941.

W 1988 roku miejsce pamięci uzupełniono o tablicę z napisem w języku rosyjskim:

Tu spoczywają szczątki ponad 9 tys. niewinnych radzieckich cywilów – kobiet, dzieci i starców – torturowanych i rozstrzelanych przez hitlerowców podczas okupacji Mariupola w latach 1941–1943. Nikt nie jest zapomniany, nic nie jest zapomniane.

Z kolei w latach 90. w Ahrobazie odsłonięto pomnik zwany „Menorą”. Ma on kształt sześcianu z wyrytą gwiazdą Dawida, zwieńczonego rzeźbą przedstawiającą menorę. Widnieje na nim cytat z księgi Izajasza:

Dam miejsce w moim domu i w moich murach oraz imię lepsze od synów i córek, dam im imię wieczyste i niezniszczalne.

## Odpowiedzialność sprawców
Heinrich Seetzen został po upadku III Rzeszy aresztowany przez brytyjskie władze wojskowe. We wrześniu 1945 roku popełnił samobójstwo w obozie jenieckim w Hamburgu.